# Weinmann Ármin
Weinmann Ármin (Szenice, 1850. október 7. – Budapest, 1912. október 17.) magyar újságíró, lapszerkesztő.

## Élete
Weinmann Adolf tanító és Klinger Katalin fia. Középiskoláit Pozsonyban végezte. A bécsi egyetemen jogot hallgatott és főképp nemzetgazdasági tanulmányokat végzett, Stein Lőrinc vezetése alatt. Később Bécsben kezdett újságírással foglalkozni a Presse című lapnál, majd Budapestre települt és innen küldött tudósításokat. Az 1890-es évektől a Neues Pester Journal közgazdasági rovatát vezette és egyúttal több kiváló külföldi szaklapnak (Wiener Allgemeine Zeitung, Times) volt levelezője, melyekben azokat az előítéleteket igyekezett elosztatni, melyek hazánk közgazdasági viszonyait érintették. Halála előtt két évvel nyugalomba vonult.

## Magánélete
Felesége Eisner Sarolta (Charlotte) volt, akit 1882. május 28-án Pozsonyban vett nőül.
Gyermekei
- Valkány (Weinmann) Rezső Pál (1883–?). Felesége Amar Zsófia volt.
- Valkány (Weinmann) Alfonz (1884–1945)[3] magánhivatalnok.
- Valkány (Weinmann) Eugénia (1886–1955)[4]